# Вторинне квантування ферміонів
Вторинне квантування ферміонів  — математичний метод опису системи частинок, що складається із ферміонів.
В представленні чисел заповнення автоматично враховується властивість тотожності частинок та необхідна симетрія хвильової функції відносно перестановок частинок.
Як відомо, для системи ферміонів справедливий принцип Паулі, згідно з яким у кожному одночастинковому стані не може перебувати більш ніж один ферміон. Дослідження системи однакових ферміонів можна почати з найпростішого випадку системи, яка містить {\displaystyle N} ферміонів малої енергії, що не взаємодіють між собою.
Припустимо, що стан руху окремого ферміона в деякому зовнішньому полі, яке породжується іншими частинками, (наприклад, атомними ядрами в атомах чи молекулах), визначається оператором Гамільтона {\displaystyle H(\xi )\ }, де {\displaystyle \xi \ }- сукупність просторовох та спінових змінних. Нехай {\displaystyle \epsilon _{s}\ } та {\displaystyle \phi _{s}(\xi )-\ } відповідно власні значення та власні функції оператора {\displaystyle H(\xi )\ }. Індекс {\displaystyle s\ } характеризує всі квантові числа, які визначають одночастинкові стани. Повний гамільтоніан в координатному представленні буде:
{\displaystyle H(\xi _{1},\xi _{2},...,\xi _{N})=\sum _{i=1}^{N}H(\xi _{i})}.
Хвильова функція в тому ж представленні є антисиметричною функцією {\displaystyle \psi (\xi _{1},\xi _{2},...,\xi _{N})}, яка залежить від {\displaystyle 4N} змінних, {\displaystyle \xi _{i}\ }- сукупність просторових та спінових змінних {\displaystyle i-} ї частинки.
В представленні чисел заповнення стан системи визначається вказуванням числа частинок у кожному одночастинковому стані. Нехай оператор числа частинок в стані {\displaystyle {\hat {n}}_{s}=\alpha _{s}^{+}\alpha _{s}\ } має вигляд:
{\displaystyle {\hat {n}}_{s}=\alpha _{s}^{+}\alpha _{s}\ }.
Для того, щоб цей оператор описував стани системи ферміонів, він повинен згідно з принципом Паулі мати тільки два власні значення: 0 та 1. Тому в представленні чисел заповнення ермітовий оператор {\displaystyle {\hat {n}}_{s}\ } зображається діагональною матрицею
{\displaystyle {\hat {n}}_{s}=\alpha _{s}^{+}\alpha _{s}={\begin{pmatrix}0&0\\0&1\end{pmatrix}}\ }.
Необхідно відзначити, що оператор числа частинок в системі бозонів визначався нескінченною матрицею, а дві власні функції оператора числа частинок, які належать відповідно до власних значень 0 та 1, мають вигляд:
{\displaystyle |0>={1 \choose 0}}
{\displaystyle |1>={0 \choose 1}}
Можна припустити, що оператор {\displaystyle \alpha _{s}\ } є оператором зменшення числа частинок в стані {\displaystyle s\ } на одиницю, тоді як за визначенням:
{\displaystyle \alpha _{s}|0>=0\ }
{\displaystyle \alpha _{s}|1>=|0>\ }.
Таким чином, в представленні з діагональним оператором {\displaystyle {\hat {n}}_{s}\ } оператор {\displaystyle \alpha _{s}\ } визначається неермітовою матрицею:
{\displaystyle \alpha _{s}={\begin{pmatrix}0&1\\0&0\end{pmatrix}}\ },
а ермітово спряжений оператор до {\displaystyle \alpha _{s}\ }:
{\displaystyle \alpha _{s}^{+}={\begin{pmatrix}0&0\\1&0\end{pmatrix}}\ }
має таку властивість, що:
{\displaystyle \alpha _{s}^{+}|0>=|1>\ }
{\displaystyle \alpha _{s}^{+}|1>=0\ },
з чого випливає, що оператор {\displaystyle \alpha _{s}^{+}\ } збільшує на одиницю число частинок в стані {\displaystyle \alpha _{s}\ }, якщо в цьому стані не було частинок, і перетворює в нуль функцію, яка відповідає стану {\displaystyle s\ } з одною частинкою.
Із цих визначень випливають перестановочні співвідношення для введених операторів, які ми будемо називати «фермі-операторами»:
{\displaystyle \left\{\alpha _{s},\alpha _{s}\right\}=\left\{\alpha _{s}^{+},\alpha _{s}^{+}\right\}=0,\left\{\alpha _{s},\alpha _{s}^{+}\right\}=1,\ }
де фігурні дужки використовуються для позначення антикомутатора двох операторів:
{\displaystyle \left\{\alpha ,\beta \right\}=\alpha \beta +\beta \alpha .\ }
Порядок розташування операторів в антикомутаторі не має значення, {\displaystyle \left\{\alpha ,\beta \right\}=\left\{\beta ,\alpha \right\}\ }, тому дія операторів {\displaystyle \alpha _{s}\ } та {\displaystyle \alpha _{s}^{+}\ } може бути оберненою.
Оператори {\displaystyle \alpha _{s}^{+}\ } та {\displaystyle \alpha _{s}\ } визначаються приведеними вище матрицями не повністю. Необхідно ще вказати зв'язок цих операторів з операторами {\displaystyle \alpha _{s1}^{+}\ } та {\displaystyle \alpha _{s1}\ } для інших станів. Можна вважати, за аналогією з випадком Бозе-частинок, що співвідношення типу {\displaystyle {\alpha _{s},\alpha _{l}}=0\ } виконуються для всіх операторів, крім операторів {\displaystyle \alpha _{s}^{+}\ } та {\displaystyle \alpha _{s}\ } (для кожного стану {\displaystyle s\ }), для якого {\displaystyle {\alpha _{s},\alpha _{s}^{+}}=1\ }. Іншими словами, необхідно вимагати, щоб оператори {\displaystyle \alpha _{s1},\alpha _{s2},...\ } задовольняли умови:
{\displaystyle \left\{\alpha _{s},\alpha _{l}\right\}=\left\{\alpha _{s}^{+},\alpha _{l}^{+}\right\}=0,\left\{\alpha _{s},\alpha _{l}^{+}\right\}=\delta _{sl},\ }
де
{\displaystyle \delta _{sl}={\begin{cases},0&s\neq l\\1,&s=l\end{cases}}}-
символ Кронекера. Подібні співвідношення приводять до правильного опису систем ферміонів.

## Історія
Вперше операторний метод розгляду квантових систем з великою кількістю однакових частинок був запропонований Діраком в 1927 році.
Широку популярність даний метод отримав після того, як Боголюбов в 1958 році використав його для презентації формальної моделі Бардіна-Купера-Шріффера для опису процесів надпровідності.
В 1989 році Якимаха використав цей метод для опису квантових явищ в МДН-транзисторах, які працюють в режимах сильної та надсильної інверсії.
Слід відзначити, що повний метод використання формалізму Дірака в квантовій механіці здійснив Вільям Луїзелл в 1973 році (за допомогою використання віртуальних LC — контурів). В рамках даного методу опису квантових явищ можна зрозуміти всі процеси, що протікають в мікроскопічних об'єктах природи. Слід також відзначити, що це перша книга з квантової механіки, написана в Міжнародній системі величин (ISQ) .

## Можливе майбутнє
Операторний формалізм Дірака-...- Луїзелла претендує на альтернативний опис "Квантової електродинаміки" (кому подобається - "Квантової теорії поля", з елементарними частками включно). На сьогодні він широко використовується в квантовому комп'ютінгу (завдяки Деворету). 